# Кори, Элайас Джеймс
Эла́йас Джеймс Ко́ри (англ. Elias James Corey; род. 12 июля 1928, штат Массачусетс) — американский химик-органик. Нобелевский лауреат (1990) — «за развитие теории и методологии органического синтеза». Разработал множество реагентов и методик, осуществил синтез ряда сложных органических соединений. Один из наиболее известных химиков XX века.
Эмерит-профессор Гарвардского университета, член Национальной академии наук США (1966). Удостоен Национальной научной медали (1988), премии Вольфа (1986) и многих других отличий.

## Биография
Кори родился в семье ливанских эмигрантов в городке Метьюэн, Массачусетс, в 50 км от Бостона. Мать решила изменить его имя на Элайас в честь отца, который умер, когда мальчику было 18 месяцев. Во время Великой депрессии овдовевшая мать, брат, две сестры, тетя и дядя жили вместе в одном доме. Элайас посещал католическую начальную школу и среднюю школу в городке Лоренц. По окончании школы он поступил в Массачусетский технологический институт.
В МИТ он получил степени бакалавра (1948) и доктора (1951) химии. Сразу после этого Кори стал работать в Иллинойсском университете в Урбана-Шампейн. В 1959 году он принял предложение от Гарвардского университета, где занимает должность профессора по настоящее время.
Иностранный член Лондонского королевского общества (1998).
Подписал «Предупреждение человечеству» (1992), а в 2016 году — письмо с призывом к Greenpeace, Организации Объединенных Наций и правительствам всего мира прекратить борьбу с генетически модифицированными организмами (ГМО).
Элайас Кори женат на Клэр Кори (в девичестве Хайэм) с 1961 года. У них трое детей: Дэвид, Джон и Сьюзан. Все трое получили степени бакалавров в Гарвардском университете.

## Достижения

### Химические реагенты
В лаборатории Элайаса Кори были разработаны многочисленные соединения, активно применяющиеся или применявшиеся в органическом синтезе:
- Хлорхромат пиридиния (PCC) и дихромат пиридиния (PDC) — реагенты для окисления спиртов до альдегидов;
- трет-бутилдиметилсилиловый эфир (TBDMS), триизопропилсилиловый эфир (TIPS) и метоксиметиловый эфир — популярные защитные группы для спиртов;
- борсодержащие гетероциклические производные для асимметрического катализа реакции Дильса-Альдера и восстановления кетонов.

### Методология органического синтеза

Реагент Кори-Бакши-Шибаты

Одним из важнейших вкладов Элайаса Кори в химию является разработка и популяризация принципов ретросинтетического анализа — подхода к синтезу сложных органических соединений, когда целевая молекула итеративно превращается в более простой прекурсор. За это ему была вручена Нобелевская премия по химии в 1990 г.
Также в его группе были исследованы следующие реакции:
- восстановление Кори — Бакши — Шибата (англ. Corey-Bakshi-Shibata reduction), асимметричное восстановление кетонов до спиртов с помощью одноименного реагента;
- реакция Кори — Фукса (англ. Corey-Fuchs reaction), превращение альдегидов в алкины;
- окисление Кори — Кима (англ. Corey-Kim oxidation), синтез альдегидов и кетонов из первичных и вторичных спиртов;
- реакция Кори — Уинтера (англ. Corey-Winter olefin synthesis), синтез алкенов из вицинальных спиртов:диолов;[10]

- реакция Джонсона — Кори — Чайковского (англ. Johnson-Corey-Chaykovsky reaction), метод синтеза трёхчленных циклов (эпоксидов, азиридинов, замещённых циклопропанов).

### Полный синтез

Простагландин F_{2α}

Гинкголид B. R^{1} = H, R^{2} = OH, R^{3} = OH

Кори и его группа успешно осуществили большое количество полных синтезов сложных природных соединений, многие из которых считаются «классическими»:
- простагландины F2α и E2;[12]

- Эритронолид B (англ. erythronolide B);[13]

- Гинкголид B (англ. ginkgolide B);[14]

- Аспидофитин (англ. aspidophytine);[15]

- и др.

## Награды и отличия
- Стипендия Гуггенхайма (1956, 1968)[16]
- 1960 — Премия ACS по чистой химии[англ.]
- 1968 — Премия Эрнеста Гюнтера[англ.]
- 1970 — Премия столетия
- 1971 — Премия ACS за творческую работу по синтетической органической химии[нем.]
- 1973 — Премия Диксона
- 1973 — Премия Лайнуса Полинга
- 1976 — Премия имени Артура Коупа
- 1978 — Медаль Франклина
- 1979 — Cliff S. Hamilton Award in Molecular Sciences, Университет Небраски-Линкольна (первый удостоенный)
- 1980 — Премия Розенстила
- 1981 — Chemical Pioneer Award[англ.]
- 1982 — Золотая медаль Пауля Каррера[англ.]
- 1983 — Tetrahedron Prize[англ.]
- 1984 — Премия Уилларда Гиббса
- 1984 — Премия Парацельса[нем.]
- 1985 — Силлимановская лекция
- 1986 — Премию Вольфа по химии
- 1988 — Премия Роберта Робинсона[нем.]
- 1988 — Национальная научная медаль США
- 1989 — Премия Японии
- 1990 — Нобелевская премия по химии
- 1993 — Премия Роджера Адамса[нем.]
- 2002 — Премия НАН США по химическим наукам[англ.]
- 2004 — Медаль Пристли
- 2014 — Золотая медаль Дерека Бартона[нем.]

## Список книг
- E. J. Corey, X.-M. Cheng. The logic of chemical synthesis. — Wiley-Interscience, 1995. — 464 p. — ISBN 0-471-11594-0.

- E. J. Corey, L. Kürti, B. Czakó. Molecules and Medicine. — Wiley, 2007. — 272 p. — ISBN 0470227494.

- J. J. Li, E. J. Corey. Name Reactions of Functional Group Transformations. — Wiley, 2007. — 768 p. — ISBN 978-0-471-74868-7.